# اف‌ام‌آر تی‌جی۵۰۰
اف‌ام‌آر تی‌جی۵۰۰ (FMR Tg۵۰۰) خودرویی است که در سال‌های ۳۲۰ تولید شده‌است. طراحی آن خودروهای موتور وسط عقب-محور عقب بوده طول آن در حالت طبیعی ۳٫۰۰۰ متر (۱۱۸٫۱ اینچ)، عرض آن در حالت طبیعی ۱٫۲۷۰ متر (۵۰٫۰ اینچ) و ارتفاع آن در حالت طبیعی ۱٫۲۴۰ متر (۴۸٫۸ اینچ) است.
موتور آن ۴۹۴ سی‌سی است.